# Лохача
Лохача (словен. Lohača) — поселення в общині Постойна, Регіон Нотрансько-крашка, Словенія. Висота над рівнем моря: 735,3 м.